# Elna Hansson
Elna Hansson, född 10 augusti 1814 i Lund, död 21 januari 1891, var en svensk klok gumma och fältskär. Hon var känd som Lundakvinnan. Elna Hansson var mor till kloka gumman Johanna Maria Andersson och mormor till Hedda Andersson, Skånes första och Sveriges andra kvinnliga läkare.

## Biografi
Elna Hansson föddes i Lund. Hon var dotter till den kloka gumman Marna Nilsdotter i Lund och härstammade på moderns sida från en släkt, som i generationer varit verksamma som naturläkare, och tränades i läkekonst av sin mor. Modern anmäldes 1845 av läkarkåren för kvacksalveri i ett memorial till landshövdingeämbetet, men det lämnades utan åtgärd, då hon var mycket ansedd. Elna Hanssons far och make beskrivs endast som arbetare. Efter sitt giftermål 1833 bosatte hon sig i Malmö, där hon blev verksam som naturläkare. 
Liksom modern hade Elna Hansson sårläkning och benbrott som specialitet. Hon ska under sin verksamhet ha lyckats förhindra många amputationer genom att läka sår, som läkarna hade misslyckades bota. Omkring 1850 hade hon uppnått verklig berömmelse och hyllades för att genom sin behandling ha förhindrat många från att bli invalider. Hon mottog då patienter från hela södra Sverige, från Kristiansand i Norge och Jylland i Danmark. Hon undvek de magiska ramsor, böner och andra vidskepligheter andra naturläkare ägnade sig åt vid denna tid. Tack vare sin mors anseende fick hon patientremitteringar från stads- och regementsläkarna. Hon anlitades av fabriksägare som företagsläkare för olycksfall, och kyrkoherden i Caroli fattigförsamling stödde henne med insamlingar.
1855 flyttade modern som änka till henne från Lund. Samma år anmäldes Elna Hansson av läkaren August Falck till Sundhetskollegiet för kvacksalveri. Hon delgavs stämning 1856 och ansökte 1857 hos kungen om tillstånd att praktisera sjukvård med hänvisning till lång praktiktid och nöjda patienter. 1857–1858 genomgick hon tre examinationer i Stockholm. 25 bönder skickade in brev till hennes förmån och inflytelserika personer ordnade namninsamlingar som stöd. För att lösa det känsliga fallet fick kvinnor genom kungligt brev tillstånd att verka i badaremästaryrket 1857 och alltså tillstånd att bli fältskär.  
År 1873 anmäldes hon av sina licensierade läkarkolleger för kvacksalveri. Hon fick stort stöd av allmänheten och kallades "doktorinna utan betyg". Hon dömdes till böter, men överklagade till Hovrätten, och blev friad efter en namninsamling med 5 105 underskrifter till hennes stöd. Hansson fortsatte sin praktik efter att ha tagit licens som fältskär i Stockholm. Hon kunde då vara officiellt verksam och öppnade en mottagning där hon öppet tog emot patienter. Den ska ha haft sju bäddar. Från denna tid arbetade hon ofta tillsammans med sin dotter, Johanna Andersson, som delade hennes bostad. Johanna Andersson flyttade in hos modern sedan hon 1866 vid 31 års ålder blivit änka med fyra barn, och fick tillstånd att praktisera medicin genom fullmakt från Karl XV och senare fältskärexamen. 
När kvinnor tilläts studera på universitet i Sverige från 1870, beslöt Hansson och hennes dotter att dotterdottern, Hedda Andersson, skulle få studera till läkare på universitetet, för att slippa den förföljelse för kvacksalveri som många av deras släkt av naturläkare hade råkat ut för i det förflutna; hon blev 1892 Sveriges andra kvinnliga läkare.  
Elna Hansson var fortfarande verksam året före sin död, men hennes dotter hade vid den tidpunkten upphört med sin verksamhet på grund av sjukdom.